# Jeff Sheehy
Jeff Sheehy là cựu thành viên của Hội đồng Giám sát San Francisco đại diện cho Giám sát Quận 8. Ông được bổ nhiệm vào Hội đồng vào tháng 1 năm 2017 bởi thị trưởng lúc đó là Ed Lee để kế nhiệm Giám sát Scott Wiener, người đã từ chức để nhậm chức thành viên của Thượng viện bang California. Trước khi được bổ nhiệm, Sheehy từng là giám đốc truyền thông của Viện nghiên cứu AIDS UCSF.

## Đầu đời
Sheehy lớn lên ở Waco, Texas, nơi ông nội John và cha James đều là cựu thị trưởng thành phố.

## Sự nghiệp
Sheehy tốt nghiệp Đại học Texas tại Austin năm 1985. Ông là thành viên của San Francisco ACT-UP, và làm việc về các vấn đề như cấy ghép nội tạng cho những người nhiễm HIV và luật pháp để tạo điều kiện thụ thai an toàn cho nam giới dương tính với HIV thông qua các kỹ thuật hỗ trợ sinh sản tiên tiến với bạn tình không nhiễm HIV của họ.
Năm 1996, Sheehy là một trong ba người đã phát triển Sắc lệnh về Quyền lợi Bình đẳng của thành phố và vận động thành công cho việc thông qua nó. Sắc lệnh yêu cầu bất kỳ công ty nào nhận được hợp đồng với thành phố phải cung cấp cho các đối tác trong nước cùng giới tính của nhân viên họ những lợi ích tương tự như vợ/chồng nhận được.
Sheehy được bổ nhiệm làm người bào chữa cho nạn nhân tại văn phòng luật sư quận SF vào năm 1998, phục vụ cho đến năm 2000.
Ông từng là cố vấn về HIV/AIDS của Thị trưởng Gavin Newsom. Ông được bổ nhiệm làm thành viên hội đồng quản trị của Viện Y học Tái sinh California vào năm 2005.
Sheehy là giám đốc truyền thông của Viện nghiên cứu AIDS của UCSF. Ông cũng là thành viên sáng lập của Ủy ban chỉ đạo của Hiệp hội Bắt đầu từ San Francisco. Mục tiêu của tập đoàn là đưa San Francisco trở thành thành phố đầu tiên đạt được ba mục tiêu của UNAIDS: không có ca nhiễm mới, không có ca tử vong do HIV và không có kỳ thị về HIV.
Sheehy đã nhận được một số giải thưởng cho công việc hoạt động của mình: Giải thưởng Lãnh đạo của Chiến dịch Nhân quyền, Giải thưởng Người Thập tự chinh có mũ từ Equality California, Giải thưởng Anh hùng Phòng chống AIDS Tomas Fabregas, Giải thưởng của Thủ tướng UCSF về Dịch vụ Công và đã được ghi tên vào danh sách "Out 100" của tạp chí OUT và "POZ 100" của tạp chí POZ.  Tên ông đứng thứ năm trên trang bìa.
Sau khi Scott Wiener rời khỏi Hội đồng Giám sát San Francisco do cuộc bầu cử vào Thượng viện Bang California vào năm 2016, Sheehy được Thị trưởng San Francisco Ed Lee bổ nhiệm điền vào phần còn lại của nhiệm kỳ. Sheehy là thành viên duy nhất dương tính với HIV trong Hội đồng.